# Edgartown (Massachusetts)
Edgartown város az USA Massachusetts államában, Dukes megyében, melynek megyeszékhelye is. Lakosainak száma 5168 fő (2020. április 1.).

## Népesség
A település népességének változása:

| 2010 | 4 067 |
| 2020 | 5 168 |